# 가공육

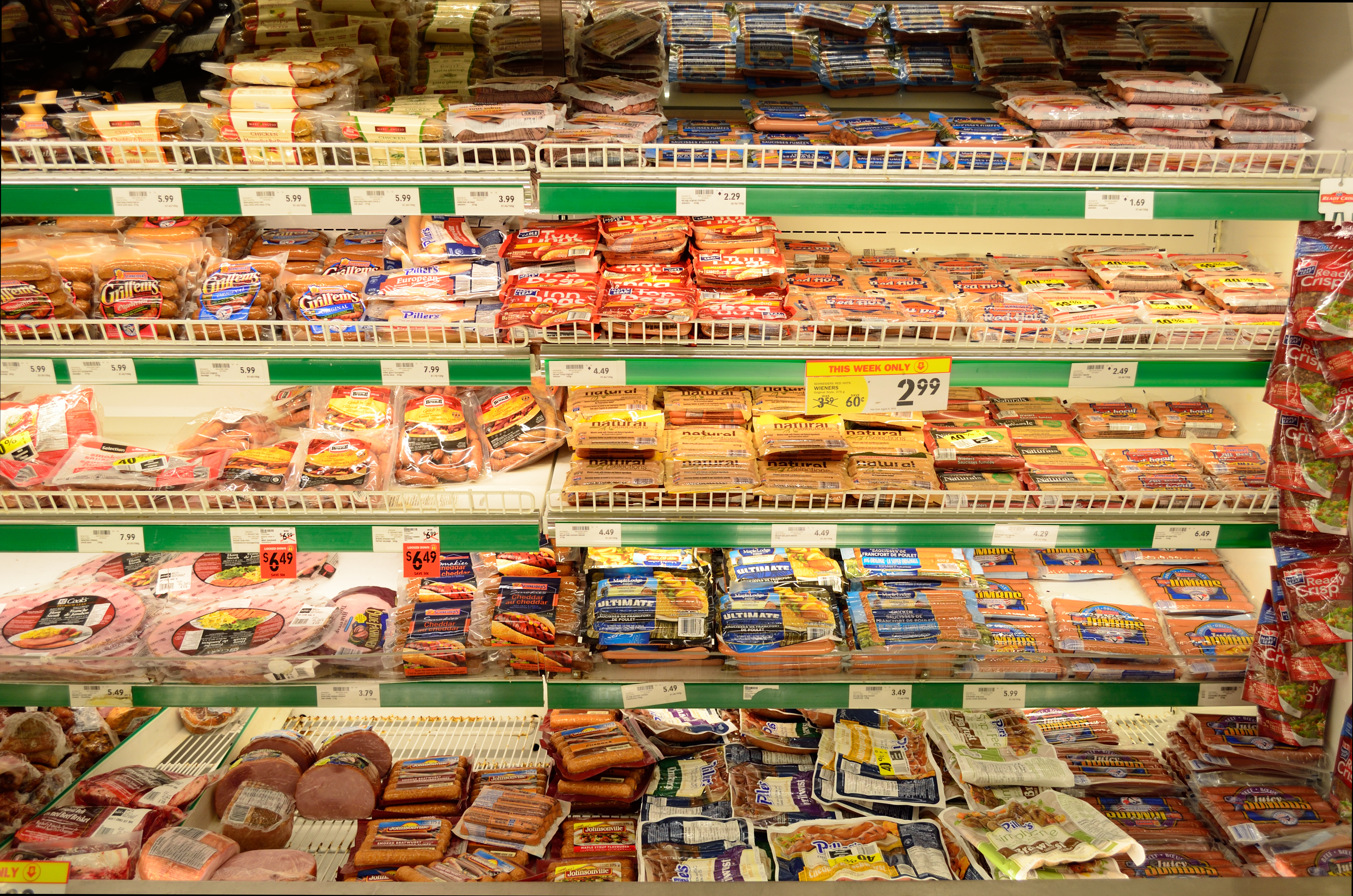
다양한 유형의 가공육이 판매되고 있다.

가공육(加工肉, 영어: processed meat)은 맛을 개선하거나 유통기한을 늘리기 위해 수정을 가한 모든 유형의 고기를 말한다. 육가공 방식에는 염장, 염지, 발효, 훈제가 있다. 가공육에 쓰이는 고기는 돼지고기나 소고기가 보통이지만 피와 같은 부산물이 들어갈 수 있는 가금류가 사용될 수도 있다. 가공육 제품으로는 베이컨, 햄, 소시지, 살라미, 콘드 비프, 저키, 핫도그, 런치미트, 통조림 고기, 고기 기반 소시지가 있다. 육가공은 절단, 분쇄, 섞어넣기와 같은 단순 기계적 가공을 제외한, 신선한 고기에 변화를 주는 모든 가공 과정을 포괄한다.
조리와 염장이 신선한 고기의 수명을 연장시켜 준다는 사실을 사람들이 깨닫자마자 육가공이 시작되었다. 언제 이 일이 발생하였는지는 명확치 않으나 염장과 태양 건조는 고대 이집트에서 기록되었으며 얼음과 눈을 이용한 일은 초기 로마시대로 거슬러 올라가며 통조림의 경우 1810년 프랑스 정부로부터 발명품으로 인해 상을 받은 니콜라 아페르가 개발하였다.

## 암과의 관계
세계 보건 기구의 국제 암 연구 기관은 "국제 암 연구기관 지정 발암물질 제1그룹: 명백히 암을 유발하는 것으로 확인된 물질"로 분류하고 있는데 그 이유는 국제 암 연구 기관이 인간에 의한 가공육 소비가 대장암을 일으킨다는 충분한 증거를 발견하였기 때문이다.
2016년 보고에 따르면 미국 암 연구 기관과 세계 암 연구 기금은 가공육 소비가 위암의 위험성을 증가시켰음을 확인하였다. 브라이언 등이 쓴 2012년 논문에 따르면 위나선균이 잠재적인 병인으로 식별하였다.

## 보존제
보존제 아질산 나트륨(E250, 소금에 혼합됨)은 가공육과 얼린 고기의 클로스트리디움 보툴리눔 박테리아 포자의 증식을 막는 역할로 잘 알려져 있다. 아질산 나트륨의 주된 문제는 고기를 새까맣게 태우거나 너무 오래 익혔을 때 나타나는 고기의 발암성 나이트로사민의 생성이다.